# Ryan McDonald (aktor)
Ryan James McDonald (ur. 5 sierpnia 1984 w New Westminster) – kanadyjski aktor filmowy i telewizyjny.

## Filmografia

### Filmy
| Rok  | Tytuł                    | Rola              |
| ---- | ------------------------ | ----------------- |
| 2000 | Christy: The Movie       | Lundy Taylor      |
| 2002 | Pif-Paf! Jesteś trup!    | Vanderhoff        |
| 2002 | Halloween: Resurrection  | Chłopak w swetrze |
| 2002 | Zero Tolerance           | Rod               |
| 2005 | Terry                    | Doug Alward       |
| 2005 | Ballada o Jacku i Rose   | Rodney            |
| 2005 | Dzikie plemię            | Ian               |
| 2005 | Egzorcyzmy Emily Rose    | Chłopak w klasie  |
| 2007 | Wskrzeszenie Mistrza     | Kenny             |
| 2007 | American Venus           | Ty                |
| 2008 | Bitwa w Seattle          | Przechodzień      |
| 2008 | Zasady walki II – Zdrada | Alex              |
| 2009 | Run Rabbit Run           | Dave              |
| 2009 | Kick Me Down             | Bill              |
| 2009 | Prywatne życie Pippy Lee | Ben Lee           |
| 2009 | The Mechanic             | Ryan              |
| 2009 | 2012                     | Scotty            |
| 2010 | Honey, I’m Home          | DJ radiowy        |
| 2010 | Freshman Father          | Jake              |
| 2011 | Good Morning, Killer     | Jason             |

### Seriale
| Rok       | Tytuł                      | Rola            |
| --------- | -------------------------- | --------------- |
| 2002      | Glory Days                 | Kolega Sam      |
| 2005      | Mistrzowie horroru         | Boxx            |
| 2009–2012 | Fringe: Na granicy światów | Brandon Fayette |
| 2010      | Świry                      | Jack Smith      |
| 2017      | What Would Sal Do?         | Vince           |
| 2017      | Nie z tego świata          | Peter Garfinkle |